# Jerzy Nadolski

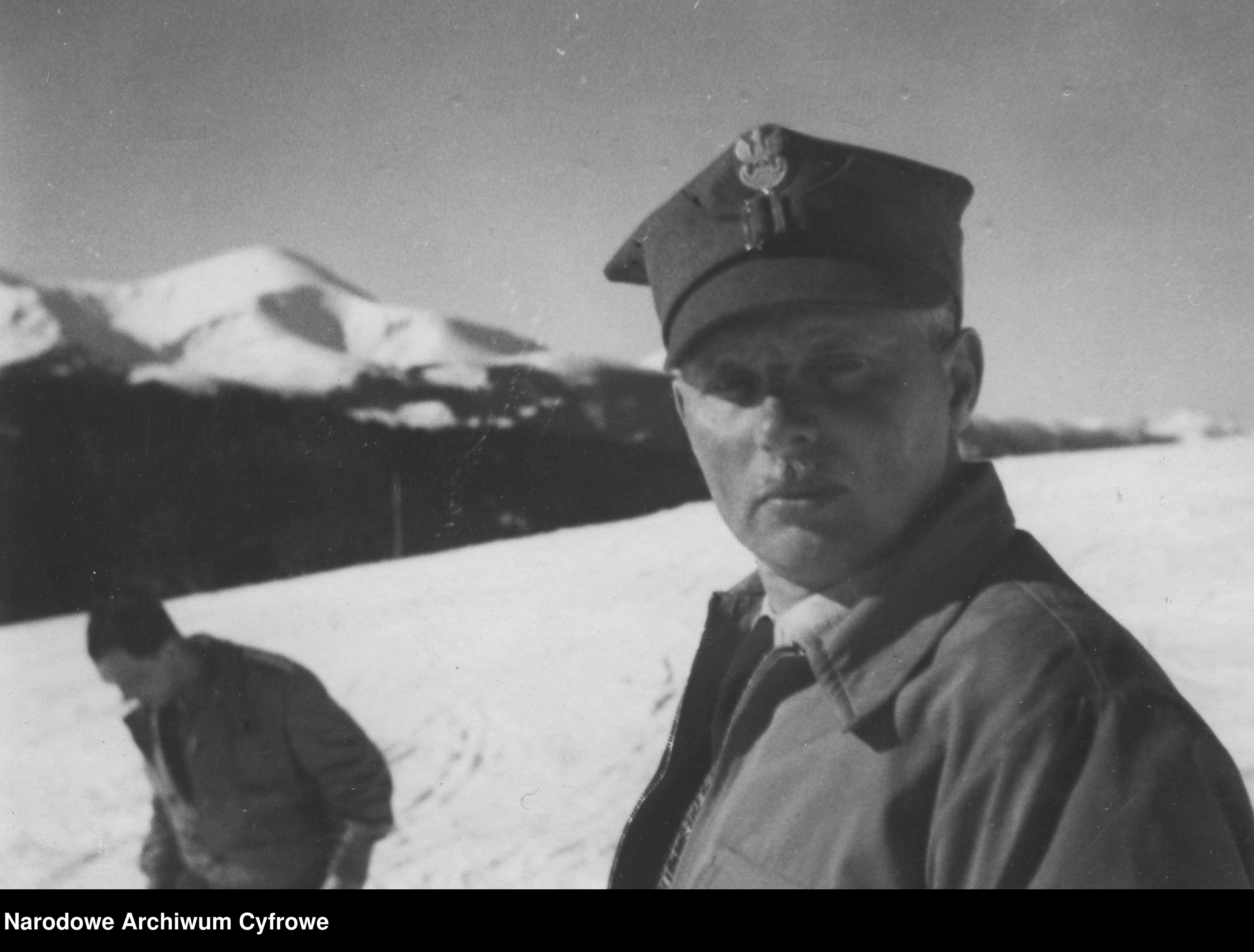
Jerzy Nadolski w górach ok. 1938

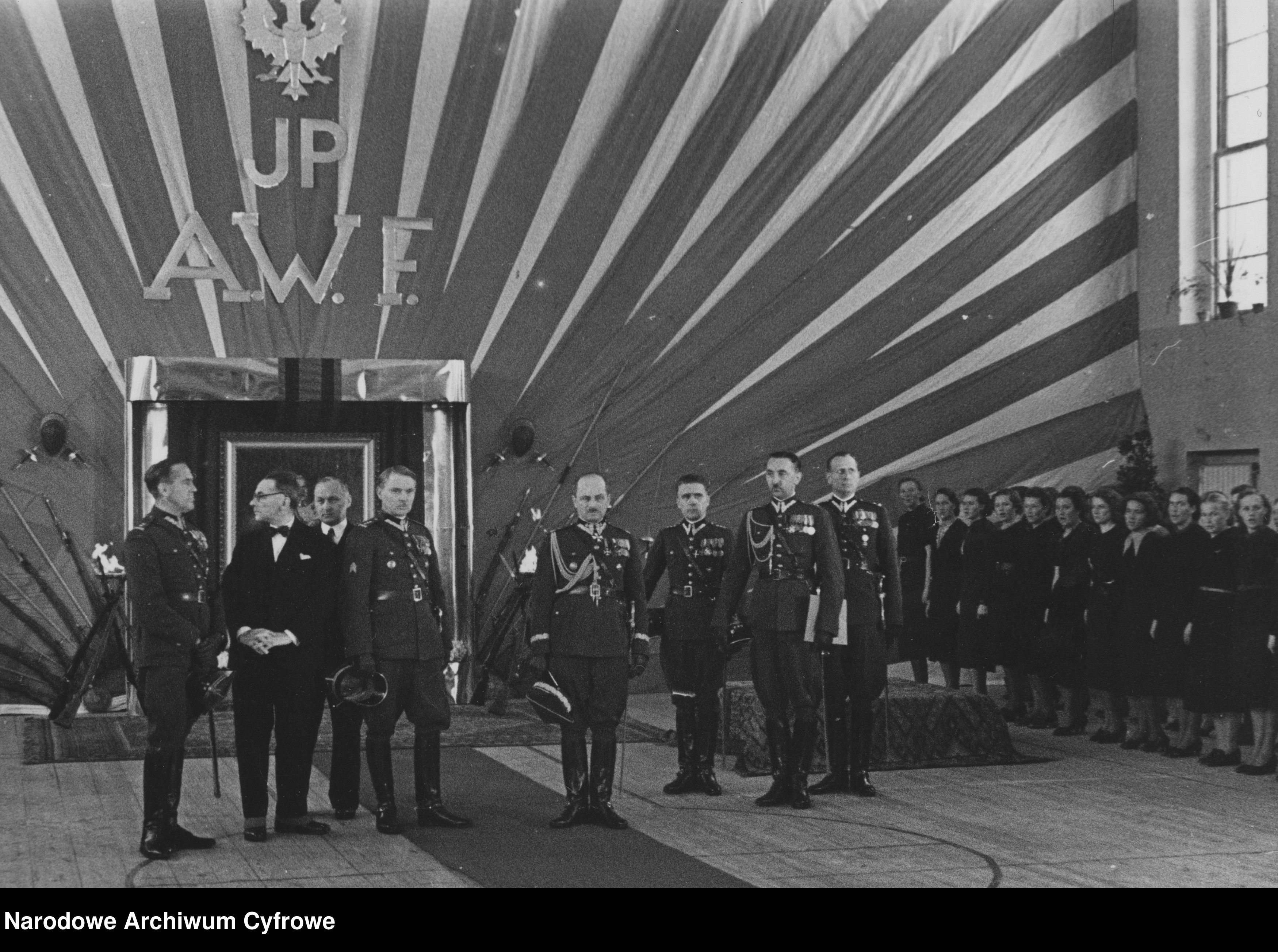
Uroczystość nadania statutu AWF. Pułkownik Nadolski stoi jako czwarty od lewej

Jerzy Nadolski (ur. 11 października 1885 w Sannikach, zm. wiosną 1940 w Charkowie) – pułkownik lekarz Wojska Polskiego, działacz niepodległościowy, kawaler Orderu Virtuti Militari, ofiara zbrodni katyńskiej.

## Życiorys
Urodził się we wsi Sanniki, w ówczesnym powiecie gostynińskim guberni warszawskiej, w rodzinie Stanisława Franciszka, urzędnika prywatnego cukrowni i Zofii Kalikaty z Kubickich. W latach 1896–1905 uczęszczał do II Rządowego Gimnazjum Filologicznego w Warszawie. W 1905, po strajku szkolnym, przeniósł się do Gimnazjum gen. Pawła Chrzanowskiego w Warszawie, gdzie w następnym roku zdał egzamin dojrzałości. W 1906 wyjechał do Krakowa, gdzie rozpoczął studia na Wydziale Lekarskim Uniwersytetu Jagiellońskiego. 20 maja 1914 uzyskał dyplom doktora medycyny. Od 1906 należał do Związku Młodzieży Narodowej „Zet”, a ponadto był członkiem Drużyn Polowych „Sokoła” w Krakowie.
8 sierpnia 1914 wstąpił do Legionów Polskich. Został przydzielony do 2 pułku piechoty na stanowisko lekarza II batalionu. Odbył kampanię karpacką i bukowińską. 29 września 1914 został mianowany podporucznikiem lekarzem, 13 listopada tego roku awansował na porucznika lekarza, a 1 grudnia 1916 na kapitana lekarza. Awans na porucznika otrzymał „za nadzwyczaj dzielne i pilne pełnienie służby przy opatrywaniu rannych w ogniu”. Od 1 maja 1915 leczył się w Krakowie i Krynicy. 10 października 1915 został przeniesiony do c. i k. Komendy Grupy Polskich Legionów, a 8 czerwca 1916 do 3 kompanii uzupełniającej w Dęblinie. 4 października 1916 został przeniesiony do 3 pułku piechoty na stanowisko lekarza pułku. 30 marca 1922 członkowie komisji byłej c. i k. Komendy Legionów Polskich sporządzili wniosek na odznaczenie ówczesnego ppłk. lek. dr. Jerzego Nadolskiego orderem „Virtuti Militari”, który lapidarnie uzasadnili:

jako lekarz bierze udział we wszystkich bitwach 3 pułku Legionów w Karpatach, potem w Komendzie Grupy. Odznaczał się zawsze wybitnie odwagą, wytrwałością i sumiennością w pracy.

11 maja 1917 został przydzielony do komisji asenterunkowej w Łukowie. Od 1 września 1917 służył w Dowództwie Kursu Wyszkolenia Artylerii Wojsk Polskich w Garwolinie na stanowisku naczelnego lekarza. 15 października 1918 Rada Regencyjna zatwierdziła go w stopniu kapitana lekarza ze starszeństwem od 1 stycznia 1916.
Od 1 listopada 1918 w Wojsku Polskim pełnił służbę na stanowisku naczelnego lekarza 9 pułku artylerii polowej w Garwolinie. 23 stycznia 1919 został komendantem pociągu szpitalnego nr 5. 1 października 1919 został szefem sanitarnym 5 Dywizji Piechoty. Wyróżnił się 4 lipca 1920 w bitwie nad Autą:

gdy bolszewicy przełamali prawe skrzydło 5 DP nad Plissą, mjr Nadolski na ochotnika wraz z innym oficerem udali się do Plissy, by zbadać sytuację, uratować i dopilnować ewakuacji szpitala nr 603. Wieczorem tego dnia, z rozkazu generała Jędrzejewskiego, zorganizował z rozbitków 38 i 39 pp linię obronną i powstrzymując nieprzyjaciela dał możliwość wycofania taborów 5 DP i 7 BRez. Pod Zadworzem stanął w szeregi tyraliery i sam jako szer. do ostatniej chwili dawał przykład odwagi, wycofując się, gdy nieprzyjaciel ich okrążył. Będąc ustawicznie przy ścisłym Sztabie Dywizji, a nie mogąc pełnić funkcji sanitarnej, służył przykładem zimnej krwi, odwagi, męstwa i pogardy śmierci innym oficerom i szeregowym.

6 sierpnia 1920 został zatwierdzony z dniem 1 kwietnia 1920 w stopniu majora, w Korpusie Lekarskim, w grupie oficerów byłych Legionów Polskich.
We wrześniu 1921 został oddany do dyspozycji szefa sanitarnego Dowództwa Okręgu Generalnego Kraków. 8 października tego roku został wcielony do kadry kompanii zapasowej sanitarnej nr II jako oddziału macierzystego z pozostawieniem na dotychczasowym stanowisku. 14 października tego roku został przydzielony do Szpitala Wojskowego w Bielsku. 13 listopada 1921 został przeniesiony do Dowództwa Okręgu Generalnego Kraków. 3 maja 1922 został zweryfikowany w stopniu podpułkownika ze starszeństwem od 1 czerwca 1919 i 92. lokatą w korpusie oficerów sanitarnych (lekarzy). W lipcu 1923 został przeniesiony do 5 batalionu sanitarnego z pozostawieniem na dotychczasowym stanowisku referenta w Szefostwie Sanitarnym Dowództwa Okręgu Korpusu nr V w Krakowie. 23 grudnia 1925 został zatwierdzony na stanowisku referenta w 5 Okręgowym Szefostwie Sanitarnym w Krakowie. We wrześniu 1926 został przeniesiony do 5 Szpitala Okręgowego w Krakowie na stanowisko starszego ordynatora oddziału ginekologiczno-położniczego. Z dniem 1 stycznia 1927 został przeniesiony służbowo do Szpitala Szkolnego Oficerskiej Szkoły Sanitarnej w Warszawie na przeciąg 12 miesięcy celem fachowej specjalizacji w położnictwie z równoczesnym przydziałem do dyspozycji komendanta kadry oficerów służby zdrowia. W czerwcu 1927 został wyznaczony na stanowisko naczelnego lekarza garnizonu Kraków z pozostawieniem na specjalizacji do 31 lipca tego roku. We wrześniu 1927 został przydzielony do 5 Szpitala Okręgowego na stanowisko starszego ordynatora. W lipcu 1929 został wyznaczony na stanowisko komendanta 8 Szpitala Okręgowego w Toruniu. W grudniu 1929 został przydzielony do Dowództwa Okręgu Korpusu Nr VIII w Toruniu na stanowisko szefa sanitarnego. 18 lutego 1930 prezydent RP nadał mu z dniem 1 stycznia 1930 stopień pułkownika w korpusie oficerów sanitarnych i 2. lokatą. W czerwcu 1930 został przeniesiony do Dowództwa Okręgu Korpusu nr V w Krakowie na stanowisko szefa sanitarnego. Z dniem 1 maja 1934 został przeniesiony do Dowództwa Okręgu Korpusu Nr I w Warszawie na stanowisko szefa sanitarnego. Mieszkał w Warszawie przy ulicy Cieszkowskiego 3. 23 listopada 1936 został przeniesiony do Centralnego Instytutu Wychowania Fizycznego w Warszawie celem odbycia stażu. W 1937 został wyznaczony na stanowisko komendanta Centralnego Instytutu Wychowania Fizycznego imienia Pierwszego Marszałka Polski Józefa Piłsudskiego w Warszawie, który 28 sierpnia 1938 został przekształcony w Akademię Wychowania Fizycznego Józefa Piłsudskiego, a zajmowane przez niego stanowisko zostało przemianowane na „dyrektor”.
W czasie kampanii wrześniowej 1939 był szefem szpitali wojskowych w rejonie Chełma i Łucka. Po agresji ZSRR na Polskę w nieznanych okolicznościach dostał się do niewoli sowieckiej. Przebywał w obozie jenieckim w Starobielsku. Wiosną 1940 został zamordowany w Charkowie przez funkcjonariuszy NKWD i pogrzebany w bezimiennej mogile zbiorowej w Piatichatkach, gdzie od 17 czerwca 2000 mieści się oficjalnie Cmentarz Ofiar Totalitaryzmu w Charkowie. Figuruje na tzw. liście Gajdideja (poz. 2337).
15 sierpnia 1914 ożenił się z Marią Głuchowską, z którą miał syna Andrzeja Jerzego Bolesława (1921–1993), profesora archeologii.
Postanowieniem nr 112-48-07 Prezydenta Rzeczypospolitej Polskiej Lecha Kaczyńskiego z 5 października 2007 został awansowany pośmiertnie na stopień generała brygady. Awans został ogłoszony 9 listopada 2007 w Warszawie, w trakcie uroczystości „Katyń Pamiętamy – Uczcijmy Pamięć Bohaterów”.
13 kwietnia 2010, w ramach akcji „Katyń... pamiętamy” / „Katyń... Ocalić od zapomnienia”, w Szkole Podstawowej im. Stefana Żeromskiego w Chmielniku posadzono Dąb Pamięci Jerzego Nadolskiego.

## Ordery i odznaczenia
- Krzyż Srebrny Orderu Wojskowego Virtuti Militari nr 7491 – 17 maja 1922[50][6]
- Krzyż Niepodległości – 12 maja 1931 „za pracę w dziele odzyskania Niepodległości”[51][52][53]
- Krzyż Walecznych po raz pierwszy – 1 grudnia 1922 „za czyny orężne w bojach byłego 2 pułku piechoty Legionów Polskich”[54]
- Krzyż Walecznych po raz pierwszy, drugi i trzeci – 4 stycznia 1923 „za czyny orężne w bojach byłego 3 pułku piechoty Legionów Polskich”[55]
- Krzyż Walecznych po raz pierwszy nr 3440 – 1921 za czyny w Grupie Operacyjnej gen. Jędrzejewicza[56][57]
- Złoty Krzyż Zasługi – 19 marca 1931 „za zasługi na polu wiedzy lekarskiej i lecznictwa w wojsku”[58][59]
- Medal Pamiątkowy za Wojnę 1918–1921[3]
- Medal Dziesięciolecia Odzyskanej Niepodległości[3]
- Odznaka Honorowa Polskiego Czerwonego Krzyża II stopnia – 1935[60]
- papieski Krzyż Pro Ecclesia et Pontifice – 1937[61]
- estoński Order Krzyża Białego Związku Obrony III klasy – 1934[62]

austro-węgierskie
- Złoty Krzyż Zasługi Cywilnej z Koroną na wstążce Medalu Waleczności – 10 grudnia 1916[63]
- Brązowy Medal Zasługi Wojskowej z mieczami – 10 października 1917[63]
- Odznaka Honorowa Czerwonego Krzyża II klasy z dekoracją wojenną – kwiecień 1915[63]